# Florin Tănase
Florin Lucian Tănase (* 30. Dezember 1994 in Găești) ist ein rumänischer Fußballspieler.

## Karriere

### Verein
Tănase begann mit dem Fußballspielen im Alter von sechs Jahren bei Viitorul Pitești. Im Jahr 2010 wechselte er in die Fußballschule von Gheorghe Hagi in Constanța. Im Sommer 2013 wechselte er zum FC Viitorul Constanța in die Liga 1, wurde aber umgehend an den FC Voluntari in die Liga III ausgeliehen, um Spielpraxis zu sammeln. Anfang 2014 kehrte er nach Constanța zurück, in der Saison 2014/15 wurde er zur Stammkraft im Sturm, kam aber lediglich zu vier Torerfolgen. Sein Durchbruch als Torjäger gelang Tănase in der Spielzeit 2015/16, als er 15 Tore dazu beisteuerte, dass sein Team die Qualifikation zur Europa League erreichte. Im August 2016 verpflichtete ihn Rekordmeister Steaua Bukarest (seit April 2017 FCSB Bukarest). 2017, 2018, 2019, 2021 und 2022 wurde er mit dem Verein Vizemeister. 2020 gewann er mit Bukarest den Pokal. 2020 und 2021 wurde er Torschützenkönig der Liga. Nach 189 Ligaspielen, in denen er 76 Treffer erzielte, wechselte er im Sommer 2022 in die Vereinigten Arabischen Emirate. Hier schloss er sich in Abu Dhabi dem Erstligisten al-Jazira Club an. Für al-Jazira bestritt er 21 Ligaspiele. Nach einer Spielzeit ging er im August 2023 nach Saudi-Arabien, wo er einen Vertrag beim Erstligisten al-Okhdood unterschrieb.

### Nationalmannschaft
Tănase wurde im Mai 2014 erstmals in den Kreis der rumänischen Nationalmannschaft berufen. Am 31. Mai kam er im Freundschaftsspiel gegen Albanien zu einem Kurzeinsatz, als er für Alexandru Maxim eingewechselt wurde. Anschließend musste er fast zwei Jahre auf eine weitere Nominierung warten. Im März 2016 stand er im Freundschaftsspiel gegen Litauen erstmals in der Startelf.

## Erfolge
FCSB Bukarest
- Rumänischer Vizemeister: 2017, 2018, 2019, 2021, 2022
- Rumänischer Pokalsieger: 2019/20

## Auszeichnungen
Liga 1 (Rumänien)
- Torschützenkönig: 2021, 2022